# Verzetsmonument van Huizen
Het verzetsmonument van Huizen in de gemeente Huizen staat op het Prins Bernhardplein in Huizen, op de hoek van de Naarderstraat en Ceintuurbaan.
Het monument werd gemaakt door beeldhouwer Nicolaas van der Kreek en architect D.R. Hueting.
Het gedenkteken werd opgedragen aan de Nederlandse militairen tussen 1940-1945, burgerslachtoffers, vervolgden in Nederland en het verzet.
Het verzetsmonument bestaat uit een natuurstenen beeld van een staande en een liggende mannenfiguur. Deze twee figuren worden voor een fusillademuur doodgeschoten. Terwijl de burger al gevallen is, richt de soldaat zijn blik wanhopig tot de hemel om hulp.
Op de natuurstenen gedenkstenen aan weerszijden staan de namen van Huizenaren die tijdens de bezettingsjaren door oorlogshandelingen omkwamen. Deze twee stenen werden later aan het monument toegevoegd. Op de rechter steen werden later twee namen toegevoegd onder de titel Slachtoffers van (vredes)missies, in opdracht van de Nederlandse staat.
Op het monument staat de tekst:
```
VADER, INDIEN MOGELIJK...
TER HERINNERING AAN HEN DIE HUN LEVEN LIETEN VOOR DE VRIJHEID
1940 - 1945
```

## Monument voor burgerslachtoffers
Aan de Randweg staat een oorlogsmonument voor burgerslachtoffers in Huizen.